# 부대적 손해배상
부대적 손해배상이란 영미법상 개념으로 상대방의 행동발생 행위에 수반하여 합리적으로 발생하는 손실에 대한 손해배상을 청구할 수 있는 것을 뜻한다. 미국상법에서는 판매자가 물건인도를 중단하하여 채무불이행을 했을 때 인도완료된 물건을 보관 유지하는 비용을 부대적 손해배상액으로 삼는다.